# Jason Strudwick
Jason Wayne Strudwick (* 17. Juli 1975 in Edmonton, Alberta) ist ein ehemaliger kanadischer Eishockeyspieler, der im Verlauf seiner aktiven Karriere zwischen 1993 und 2012 unter anderem 681 Spiele für die New York Islanders, Vancouver Canucks, Chicago Blackhawks, New York Rangers und Edmonton Oilers in der National Hockey League auf der Position des Verteidigers bestritten hat. Seine Cousins Scott und Rob Niedermayer waren ebenfalls professionelle Eishockeyspieler. 

## Karriere
Jason Strudwick begann seine Karriere als Eishockeyspieler bei den Kamloops Blazers, für die er von 1993 bis 1995 in der Western Hockey League aktiv war und mit denen er 1994 und 1995 jeweils zunächst den President’s Cup als WHL-Meister und anschließend den Memorial Cup als Meister der Canadian Hockey League gewann. In dieser Zeit wurde er im NHL Entry Draft 1994 in der dritten Runde als insgesamt 63. Spieler von den New York Islanders ausgewählt, für die er von 1995 bis 1998 jedoch nur 18 Spiele in der National Hockey League bestritt und stattdessen hauptsächlich für deren Farmteam, die Kentucky Thoroughblades aus der American Hockey League, auf dem Eis stand. Am 23. März 1998 wurde der Verteidiger im Tausch für Gino Odjick von den Islanders an die Vancouver Canucks abgegeben, für die er in den folgenden vier Spielzeiten regelmäßig in der NHL spielte. 
Nachdem er von 2002 bis 2004 für die Chicago Blackhawks aktiv war, überbrückte Strudwick den Lockout in der NHL-Saison 2004/05 in der Ungarischen Eishockeyliga gemeinsam mit seinem Cousin Rob Niedermayer bei Ferencváros Budapest. Nach Wiederaufnahme des Spielbetriebes in der NHL unterschrieb der Linksschütze vor der Spielezeit 2005/06 einen Vertrag bei den New York Rangers, die er nach nur einem Jahr bereits wieder verließ, um für den HC Lugano in der Schweizer Nationalliga A zu spielen. Noch während der Saison 2006/07 kehrte Strudwick allerdings nach New York zurück, wo er bis 2008 für die Rangers aktiv war, ehe er am 10. Juli 2008 als Free Agent einen Vertrag bei den Edmonton Oilers in seiner Heimatstadt erhielt.
Den Oilers blieb der Verteidiger insgesamt drei Spielzeiten treu. Anschließend ließ er seine Karriere in der Saison 2011/12 beim Södertälje SK in der schwedischen HockeyAllsvenskan ausklingen. Nach der Spielzeit beendete Strudwick im Alter von 36 Jahren seine aktive Karriere.

## Erfolge und Auszeichnungen
- 1994 President’s-Cup-Gewinn mit den Kamloops Blazers
- 1994 Memorial-Cup-Gewinn mit den Kamloops Blazers
- 1995 President’s-Cup-Gewinn mit den Kamloops Blazers
- 1995 Memorial-Cup-Gewinn mit den Kamloops Blazers

## Karrierestatistik
(Legende zur Spielerstatistik: Sp oder GP = absolvierte Spiele; T oder G = erzielte Tore; V oder A = erzielte Assists; Pkt oder Pts = erzielte Scorerpunkte; SM oder PIM = erhaltene Strafminuten; +/− = Plus/Minus-Bilanz; PP = erzielte Überzahltore; SH = erzielte Unterzahltore; GW = erzielte Siegtore; 1 Play-downs/Relegation; Kursiv: Statistik nicht vollständig)